# Ciel de gloire
Pour plus de détails, voir Fiche technique et Distribution.
Ciel de gloire (titre original : Lilac Time) est un film américain réalisé par George Fitzmaurice et Frank Lloyd, sorti en 1928.

## Synopsis
Pendant la Première Guerre mondiale, plusieurs jeunes aviateurs anglais sont hébergés dans la ferme des Berthelot près du front. Philip Blythe, l'un d'entre eux, tombe amoureux de Jeannie, la fille du fermier, et lui déclare son amour avant de partir pour une mission dangereuse. Son avion est abattu et Jeannie va chercher à le retrouver dans différents hôpitaux de campagne. Elle y rencontre le père de Philip qui lui fait croire que ce dernier est mort. En souvenir, elle fait parvenir dans sa chambre un bouquet de lilas et Philip, reconnaissant ces fleurs, arrive à se déplacer à la fenêtre à temps pour la retenir. 

## Fiche technique
- Titre original : Lilac Time
- Titre français : Ciel de gloire

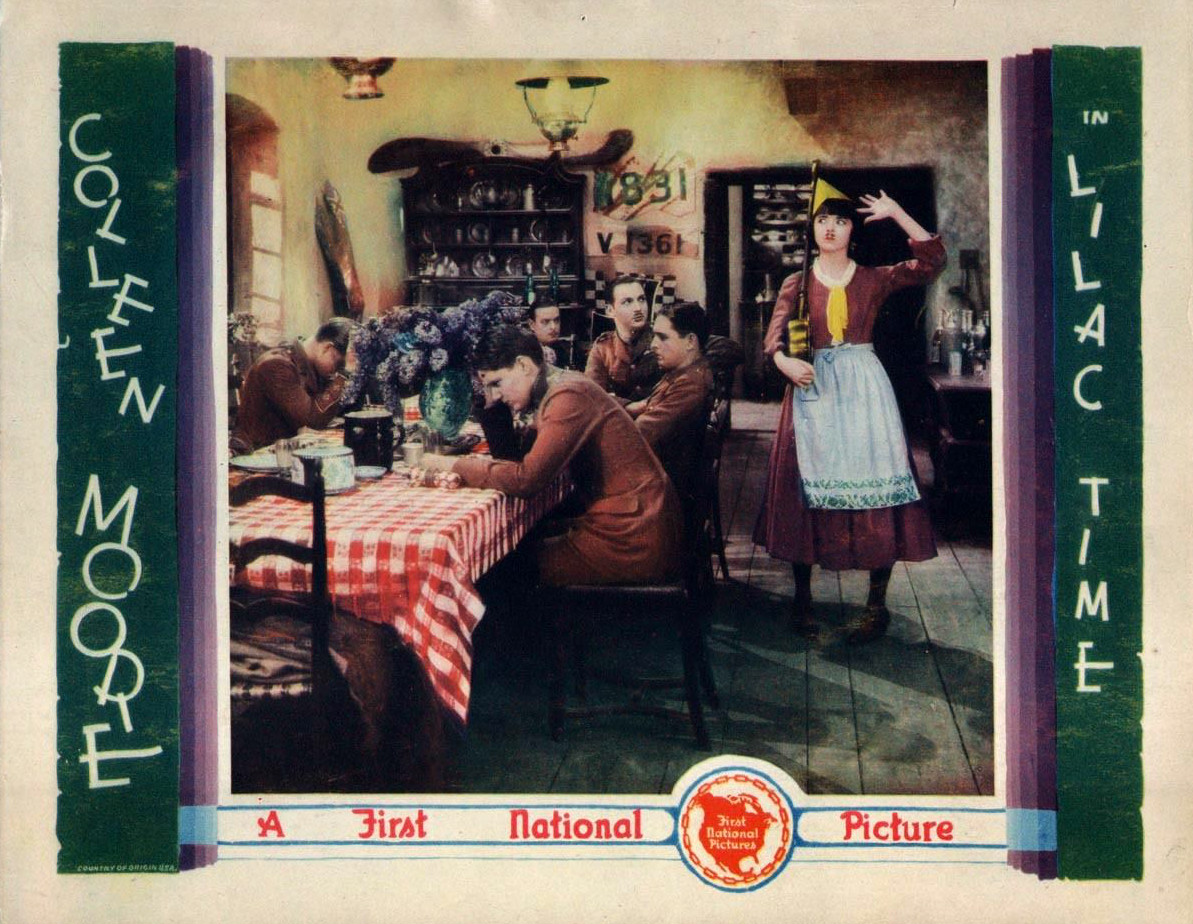
Carte postale éditée pour la promotion du film.

- Réalisation : George Fitzmaurice, Frank Lloyd
- Scénario : Carey Wilson, d'après la pièce Lilac Time de Jane Cowl et Jane Murfin, adaptée du roman Lilac Time de Guy Fowler
- Adaptation : Willis Goldbeck
- Intertitres : George Marion Jr.
- Direction artistique : Horace Jackson (en)
- Photographie : Sidney Hickox
- Montage : Alexander Hall
- Musique : Cecil Copping (en), Nathaniel Shilkret
- Production : George Fitzmaurice, John McCormick
- Société de production : First National Pictures
- Société de distribution : First National Pictures
- Pays de production :  États-Unis
- Langue originale : anglais
- Format : noir et blanc — 35 mm — 1,37:1 — ce film existe en version en partie sonorisée et en version muette
- Genre : drame
- Durée : 100 minutes
- Dates de sortie : 
  - États-Unis : 3 août 1928 (première à New York)
  - France : 5 avril 1929

## Distribution
- Colleen Moore : Jeannine (Jeannie) Berthelot
- Gary Cooper : Capitaine Philip Blythe)
- Burr McIntosh (en) : Général Blythe
- George Cooper : aide-mécanicien
- Cleve Moore : Capitaine Russell
- Kathryn McGuire : Lady Iris Rankin
- Eugenie Besserer : Mme Berthelot
- Émile Chautard : le maire
- Edward Dillon : Mike, le mécanicien

## Chanson du film
- Jeannine, I Dream of Lilac Time : paroles de L. Wolfe Gilbert (en), musique de Nathaniel Shilkret, interprétée par John McCormack